# Munnopsis mandibularis
Munnopsis mandibularis is een pissebed uit de familie Munnopsidae. De wetenschappelijke naam van de soort is voor het eerst geldig gepubliceerd in 1962 door Wolff.